# Bahiyyih Nakhjavani
Bahiyyih Nakhjavani (...) è una scrittrice iraniano-statunitense, nata in Iran in una famiglia bahá'í da Alí Nakhjavani e da Violette Banani, cresciuta in Uganda ma educata nel Regno Unito e negli Stati Uniti.
Attualmente vive in Francia dove insegna letteratura americana; ha insegnato anche in Belgio letteratura europea e americana.
Nel 2007 l'università di Liegi le conferì la laurea honoris causa per la sua attività letteraria.

## Opere
I libri di Bahiyyih Nakhjavani sono stati tradotti in molte lingue.
La sua prima opera, La bisaccia, la fece conoscere in tutto il mondo è fu un bestseller internazionale tradotto in dieci lingue.
La bisaccia descrive gli eventi accaduti nel Najd lungo la strada per la Mecca e Medina in un giorno qualsiasi del 1844-1845 quando una misteriosa bisaccia rubata passa di mano in mano influenzando le vite delle persone che via via ne vengono a contatto.
Si tratta di una storia circolare che tocca l'India, l'Iran, Costantinopoli e Londra
Nove personaggi, il ladro, la sposa, il capo, il cambiavalute, lo schiavo, il pellegrino, il derviscio e il cadavere oltre alla bisaccia sono i protagonisti della narrazione.
Bahiyyih Nakhjavani si è ispirata per questo racconto al capitolo VIII del libro The Dawn-breakers di Nabíl-i-A`ẓam.
Il romanzo Paper - The Dreams of A Scribe è una allegoria centrata su uno scriba alla ricerca della carta perfetta per scrivere il suo capolavoro.
L'azione si svolge a Maku una città di confine nel nord-est della Persia, tra l'estate del 1847 e la primavera del 1848.
L'opera è suddivisa il 19 capitoli strutturati attorno a cinque sogni.
Personaggi complementari sono il mullā, la vedova, il prigioniero, il sovrintendente, sua moglie e sua figlia.
Il romanzo La donna che leggeva troppo è ambientato nella metà del XIX secolo ed è centrato sulla vita di Táhirih, una poetessa persiana discepola del Báb, che con la sua predicazione si pose contro le autorità politiche della Persia Qajar e con il suo comportamento, il rifiuto di indossare il velo tradizionale, scandalizzò non solo la comunità in genere ma anche alcuni dei seguaci del Báb.
Il romanzo è suddiviso in quattro parti ruotanti sui diversi punti di vista dei personaggi, la madre, la sorella, la figlia e la moglie.
Racconta la cattura, l'incarcerazione, la tortura e l'esecuzione del personaggio centrale, Tahirih, attorno a cui ruota l'ambiente di intrigo e corruzione della corte Qajar.
La donna che leggeva troppo è stato tradotto nel 2007 in francese e in italiano

## Pubblicazioni
- Bahiyyih Nakhjavani, When We Grow Up, Oxford, UK, George Ronald, 1979, ISBN 0-85398-086-1.
- Bahiyyih Nakhjavani, Response, Oxford, UK, George Ronald, 1981, ISBN 0-85398-107-8.
- Bahiyyih Nakhjavani, Four on an Island, Oxford, UK, George Ronald, 1983, ISBN 0-85398-174-4.
- Bahiyyih Nakhjavani, Asking Questions: A Challenge to Fundamentalism, Oxford, UK, George Ronald, 1990, ISBN 0-85398-314-3.
- Bahiyyih Nakhjavani, The Saddlebag - A Fable for Doubters and Seekers, London, UK, Bloomsbury Publishing Plc, 2000, ISBN 0-8070-8342-9.
- Bahiyyih Nakhjavani, Paper - The Dreams of A Scribe, London, UK, Bloomsbury Publishing Plc, 2004, ISBN 0-7475-6921-5.
- Bahiyyih Nakhjavani, The Woman Who Read Too Much, (not published in English yet), 2007.
- Bahiyyih Nakhjavani, La donna che leggeva troppo, Italy, BUR Biblioteca Univ. Rizzoli, 2009, ISBN 88-17-03090-2.